# بيل موريسون
بيل موريسون (بالإنجليزية: Bill Morrison)‏ هو دبلوماسي وسياسي أسترالي، ولد في 3 نوفمبر 1928 في ليثغو في أستراليا، وتوفي في 15 فبراير 2013 في أستراليا. حزبياً، نشط في حزب العمال الأسترالي. وقد انتخب عضو مجلس النواب الأسترالي عن دائرة Division of St George ‏ (18 أكتوبر 1980 – 26 أكتوبر 1984) وانتخب عضو مجلس النواب الأسترالي عن دائرة Division of St George ‏ (25 أكتوبر 1969 – 13 ديسمبر 1975).